# قلعه شیخ مکان
قلعه شیخ مکان مربوط به دوره ساسانیان است و در شهرستان دره‌شهر، بخش مرکزی، روستای شیخ مکان واقع شده و این اثر در تاریخ ۱۷ اسفند ۱۳۸۱ با شمارهٔ ثبت ۷۹۷۶ به‌عنوان یکی از آثار ملی ایران به ثبت رسیده است.